# NGC 1883
NGC 1883 (другое обозначение — OCL 417) — рассеянное скопление в созвездии Возничего. Открыто Уильямом Гершелем в 1786 году. Описание Дрейера: «очень тусклое, богатое звёздами, плотное скопление неправильной формы».
Металличность NGC 1883 составляет 63% от солнечной. Возраст этого скопления — 650 миллионов лет. Научный интерес представляет большое расстояние от скопления до центра галактики: более 12 килопарсек. Это позволяет, например, уточнить градиент металличности в диске Млечного Пути. 
NGC 1883 очень бедно металлами, так же, как и шаровые скопления в гало Млечного Пути. Является одним из немногих рассеянных скоплений среднего возраста в галактическом диске нашей Галактики.
Скопление демонстрирует значительную сегрегацию массы: более тяжёлые звёзды в ходе динамической эволюции сконцентрировались в центре скопления, а более лёгкие звёзды преобладают на периферии.
Этот объект входит в число перечисленных в оригинальной редакции «Нового общего каталога».